# Parador Nacional de Turismo
I Parador (Paradores in castigliano) nazionali di turismo sono un insieme di Hotel di alta categoria situati nel territorio spagnolo e gestiti dallo stato.
Normalmente si trovano lontano dagli abituali centri turistici, proprio per incentivare la conoscenza di quelle zone meno visitate. Altra peculiarità dei Parador è quella di essere prevalentemente costruiti all'interno di palazzi d'epoca riadattati alla funzione alberghiera.
Attivi sin dal 1928 per volere del Re Alfonso XIII sono nelle seguenti località:
| Località                   | Provincia/Isola | Comunità Autonoma    | Categoria (Stelle) |
| León                       | León            | Castiglia e León     | ***** GL           |
| Santiago di Compostela     | A Coruña        | Galizia              | ***** GL           |
| Úbeda                      | Jaén            | Andalusia            | ****               |
| Vega de San Mateo          | Gran Canaria    | Isole Canarie        | ****               |
| Gijón                      | Asturie         | Principato d'Asturia | ***                |
| Ciudad Rodrigo             | Salamanca       | Castiglia e León     | ****               |
| Plasencia                  | Cáceres         | Estremadura          | ****               |
| Puebla de Sanabria         | Zamora          | Castiglia e León     | ***                |
| Santillana del Mar         | Cantabria       | Cantabria            | ***                |
| Nogueira de Ramuín         | Ourense         | Galizia              | ***                |
| Cardona                    | Barcellona      | Catalogna            | ****               |
| Cervera de Pisuerga        | Palencia        | Castiglia e León     | ***                |
| Alcañiz                    | Teruel          | Aragona              | ***                |
| Jávea                      | Alicante        | Comunità Valenciana  | ***                |
| El Saler                   | Valencia        | Comunità Valenciana  | ***                |
| Zafra                      | Badajoz         | Estremadura          | ****               |
| Almagro                    | Ciudad Real     | Castilla-La Mancha   | ****               |
| Alarcón                    | Cuenca          | Castilla-La Mancha   | ****               |
| Cazorla                    | Jaén            | Andalusia            | ***                |
| Cangas de Onís             | Asturie         | Principato d'Asturia | ****               |
| Alcalá de Henares          | Madrid          | Comunità di Madrid   | s.c.               |
| Begur                      | Gerona          | Catalogna            | ****               |
| Hondarribia                | Gipuzkoa        | Paesi Baschi         | ****               |
| Naut Aran                  | Lleida          | Catalogna            | ****               |
| El Hierro                  | El Hierro       | Isole Canarie        | ****               |
| Olite                      | Navarra         | Navarra              | ***                |
| La Orotava                 | Tenerife        | Isole Canarie        | **                 |
| Breña Baja                 | La Palma        | Isole Canarie        | ****               |
| San Sebastián de la Gomera | La Gomera       | Isole Canarie        | ****               |
| Ayamonte                   | Huelva          | Andalusia            | ****               |
| Mazagón                    | Huelva          | Andalusia            | ****               |
| Navarredonda de Gredos     | Ávila           | Castiglia e León     | ***                |
| Tortosa                    | Tarragona       | Catalogna            | ****               |
| Melilla                    | Melilla         | Melilla              | ****               |
| Sigüenza                   | Guadalajara     | Castilla-La Mancha   | ****               |
| Vilalba                    | Lugo            | Galizia              | ****               |
| Jaén                       | Jaén            | Andalusia            | ****               |
| -------------------------- | --------------- | -------------------- | ------------------ |